# Reckoner
Reckoner és una cançó del grup britànic Radiohead llançada com a quart senzill de l'àlbum In Rainbows el 23 de setembre de 2008. Fou llançada també en un lloc web de remescles del grup en forma de parts individuals (veus, guitarra, piano, etc.) per tal que els seguidors de la banda poguessin realitzar les pròpies remescles. Els DJs James Holden i Diplo van crear la primera remescla de "Reckoner".
Radiohead ja va interpretar una cançó titulada "Reckoner" l'any 2001, però posteriorment es va conèixer amb el nom "Feeling Pulled Apart by Horses" a causa de les lletres. En la gira que van realitzar el 2006 no la van interpretar, malgrat que en aquesta gira van introduir la majoria del material inclòs posteriorment en l'àlbum In Rainbows. Pel disc però, van enregistrar una versió força diferent a la interpretada originalment, molt més calmada semblant a una balada en falsetto, percussió dominant i lletres enterament diferents. Posteriorment van explicar que aquesta nova versió va sorgir per casualitat quan intentaven enregistrar la versió original. Yorke i Greenwood van intentar afegir una nova coda a la cançó i finalment, la banda va optar per abandonar el treball anterior excepte la nova coda i aprofitar el mateix títol. Yorke va aprofitar la coda de la versió original de "Reckoner" per la cançó "Feeling Pulled Apart by Horses", un treball que Yorke va llançar en solitari.
El videoclip oficial fou escollit a partir d'un concurs de vídeos dirigit per AniBOOM. En ell es descriu la situació d'alguns llocs de la Terra en els quals la vegetació és substituïda per grans estructures apuntant a la progressiva desforestació pel benefici humà.